# Усманов, Юнир Бареевич

Бюст Усманова Ю. Б. в парке им. Жукова (Стерлитамак)

Юни́р Баре́евич Усма́нов (20 сентября 1931 — 2 августа 2012, Стерлитамак) — аппаратчик завода синтетического каучука, г. Стерлитамак, Герой Социалистического Труда (1966).
Первый Герой Соцтруда в Стерлитамаке.

## Память
6 мая 2010 года в городе Стерлитамаке в сквере имени маршала Г. К. Жукова состоялось торжественное открытие мемориального комплекса, посвященного труженикам тыла. В нём были установлены бюсты Героям Социалистического Труда, в том числе и Ю. Б. Усманову.

## Награды
- Герой Социалистического Труда (1966).